# Linoleum
Linoleum je vrsta podne obloge.
On je mek, vodootporan, prigušava zvuk, izrađen je na bazi prirodnog ili sintetičkog kaučuka, koji služi kao spojno sredstvo za pluto, drvenu masu, tkaninu, jutu i sl. Često se zamjenjuje s podnom oblogom od PVC-a, ali je mekši i deblji.
Prvobitno je linoleum bio podni prekrivač od pluta, gdje su pojedini dijelovi pluta spajani s kaučukom. Frederick Walton je izumio linoleum. Upotrijebio je 1860. pluto kao spojno sredstvo umjesto lanenog ulja. Umjesto pluta, danas se upotrebljava drveni prah ili juta.
Linoleum je prirodan proizvod, koji ne narušava okoliš. Od polovice 20. stoljeća, zamjenjuje se s PVC proizvodima koji su manje podložni požarima, jednostavnije se proizvode i jeftiniji su. Njima se može imitirati drvo, kamen i sl. Pozitivne osobine linoleuma su i mogućnosti ljepljenja i niže mogućnosti za nabijanje elektricitetom.
Upotrebljava se zbog svojih dobrih higijenskih osobina u bolnicama i zdravstvenim ustanovama. Zbog svojih raznolikih boja i raznih uzoraka poboljšava izgled interijera. Najčešće se održava voskovanjem površine jer bez toga oksidira.